# 范經
范經（？—？），福建松溪人，明朝政治人物。岁贡出身。
万历七年（1579年），擔任明朝廣州府新安縣知縣。后由鄒守約接任。